# Годзилла (фильм, 1998)
«Годзилла» (англ. Godzilla) — фантастический боевик Роланда Эммериха, снятый в 1998 году и являющийся перезапуском серии одноимённых японских фильмов. Рекламный слоган: Размер имеет значение (с англ. Size does matter).
Годзилла был показан в кинотеатрах 20 мая 1998 года и получил негативные отзывы и собрал во всем мире 379 миллионов долларов при производственном бюджете в 130–150 миллионов долларов и затратах на маркетинг в 80 миллионов долларов. Несмотря на получение прибыли, он был признан кассовым разочарованием.

## Сюжет
Во Французской Полинезии проводят ядерные испытания. Ящерицы-игуаны попадают в зону радиоактивных осадков.
1998 год. Несколько японских рыбацких судов в южной части Тихого океана, неподалёку от Французской Полинезии, подверглись нападению загадочного хищника. Это заинтересовывает правительства США и Франции. К расследованию привлекают сотрудника Комиссии по ядерному регулированию доктора Нико «Ника» Татопулоса, который до этого 3 года исследовал гигантских дождевых червей-мутантов в зоне отчуждения Чернобыльской АЭС.
Татопулос исследует следы загадочного чудовища в Панаме и других местах, становится ясно, что оно постепенно приближается к США.
Чудовище «Зилла» выходит из воды в районе нью-йоркского Фултонского рыбного рынка. Это гигантская ящерица-игуана несколько десятков метров высотой, с тремя рядами шипов на спине и способная передвигаться на двух задних конечностях. Ящер нападает на Манхэттен, сея разрушения. Население Манхэттена срочно эвакуируют, вооружённые силы пытаются уничтожить Годзиллу.
Ник Татопулос становится главным экспертом по Годзилле и предлагает выманить его при помощи нескольких грузовиков с рыбой. Уловка сработала, и Годзилла выходит из укрытия. Однако военные недооценили это чудовище. Годзилла вырвался из окружения, уничтожил один танк, два джипа и три вертолёта, затем, ловко уклоняясь от пуль и снарядов, скрылся. Татопулосу удалось найти образец крови Годзиллы, изучив который он выясняет, что Годзилла — гермафродит, а, значит, в любой момент может размножиться. Ему не удаётся скрыть эту новость от вездесущих репортёров и его отстраняют от изучения Годзиллы. Американская подлодка попадает в Годзиллу торпедой, военные решают, что он погиб.
Агент французской разведки Филипп Рош, который всё это время вертелся поблизости от Ника и команды исследователей, обращается к Нику. Он решает ликвидировать Годзиллу и его гнездо. Филипп, Ник и отряд французских агентов отправляются на поиски гнезда Годзиллы в нью-йоркскую подземку. За ними следуют журналистка Одри Тиммонс (бывшая девушка Ника) и оператор Виктор Палотти, которые хотят подготовить сенсационный материал для канала WIDF.
Исследуя подземку, команда находит туннель, по которому попадает в Мэдисон-Сквер-Гарден, где обнаруживает кладку Годзиллы из более 200 яиц. Начинают вылупляться детёныши длиной 3 метра. Ник, Филипп, Виктор и Одри сообщают ВВС США о гнезде Годзиллы. Истребители F/A-18 уничтожают гнездо.
Годзилла возвращается и бросается в погоню за Филиппом и его товарищами. Находчивые смельчаки заманивают Годзиллу на Бруклинский мост, где его поджидают военные, однако Годзилла приходит туда раньше их и устраивает засаду. Когда автомобиль с Ником и его друзьями въезжает на мост, Годзилла хватает автомобиль своими огромными челюстями. Нику и его друзьям удаётся вырваться из пасти Годзиллы. Годзилла запутывается в металлических тросах, истребители F/A-18 не упускают удобного случая и уничтожают Годзиллу ракетами. Все жители Нью-Йорка празднуют победу над Годзиллой.
В последних кадрах фильма видно, что одно яйцо Годзиллы всё же уцелело. С этого момента начинаются события мультсериала «Годзилла».

## В ролях
- Мэттью Бродерик — Ник Татопулос
- Жан Рено — Филипп Роше
- Мария Питилло — Одри Тиммонс
- Хэнк Азариа — Виктор Палотти
- Кевин Данн — полковник Хикс
- Майкл Лернер — мэр Эберт
- Даг Сэвант — сержант О’Нил
- Гарри Ширер — Чарльз Кейман
- Малкольм Дэнар — доктор Мендель Крэйвен

## История создания
Первые разговоры об американском фильме о Годзилле начались ещё в начале 1980-х годов, когда режиссёр Стив Майнер получил специальное разрешение от японской кинокомпании Toho снять фильм под названием «Годзилла: король монстров» в 3-D формате. Майнер пытался найти студию для финансирования проекта, представляя концепт-арт и раскадровки, сделанные художником Уильямом Стаутом, а также готовым сценарием, написанным Фредом Деккером. Несмотря на некоторый интерес в Голливуде, студии не хотели снимать фильм с предложенным $ 30 млн бюджетом, и права на экранизацию которого истекли в 1983 году.
В 1992 году TriStar Pictures приобрела права на три фильма о Годзилле с обещанием «оставаться верными оригинальной серии — показать мощь и ужас ядерного оружия и технологий». Сценаристы Тед Эллиот и Терри Россио были наняты, чтобы написать сценарий и представили свой окончательный вариант в конце 1994 года. Ранее в этом году, Ян де Бонт был назначен режиссёром фильма, так же была объявлено что фильм выйдет в 1996 году. В этой версии Годзилла был искусственным созданием, созданным атлантами, чтобы защитить человечество от монстра под названием «Грифон», что приводило бы к финальной битве в Нью-Йорке. Компания Стэна Уинстона была нанята, чтобы сделать эффекты для фильма. Уинстон также создал скульптуру Годзиллы в духе классической серии и Грифона. Дe Бонт позже покинул проект после того, как TriStar отказались утвердить его бюджет в размере $ 100—120 млн.
До выхода «Дня независимости» режиссёр Роланд Эммерих и продюсер Дин Девлин получили права на Годзиллу, но при условии, что они будут придерживаться собственного видения проекта. Эммерих и Девлин дали задание Эллиоту и Россио полностью переписать сценарий.
Патрик Татопулос ранее уже работал с Эммерихом и был нанят, чтобы разработать новый дизайн для Годзиллы. Эммерих никак не ограничивал Татопулоса, лишь указав на то что монстр должен невероятно быстро бегать. Годзилла изначально задумывался как крупное, долговязое, стопоходящее морское чудовище, но был превращён в худую, пальцеходящую двуногую игуану. Цвет монстра также был изменён, чтобы хорошо сочетаться с городской средой. Было запланировано использовать костюм захвата движения, чтобы создать движения компьютерной Годзиллы, но ограничились лишь человеком в обычном костюме монстра.
К съёмкам приступили в 1997 году и закончили в 1998. Итоговый бюджет картины с учётом маркетинговой кампании оказался всё же около $130 млн. Поклонники японского образа монстра были не в восторге.

## Премии и награды
- 1998 — премия Saturn Академии научной фантастики и фильмов ужасов США за спецэффекты.
- 1998 — премия ассоциации звукорежиссёров США «Золотая бобина» за лучший звуковой монтаж.
- 1999 — две антипремии «Золотая малина» (самый худший фильм-ремейк, худшая актриса второго плана) и ещё 3 номинации на «Золотую Малину» за худшую режиссуру, сценарий и фильм.

## Музыка
К фильму про Годзиллу был записан саундтрек, включающий несколько десятков инструментальных композиций и песен, в создании которых принимали участие композитор Дэвид Арнольд, рэпер Пафф Дэдди, группа Jamiroquai и другие. Был выпущен на аудиокассетах и CD спустя некоторое время после выхода фильма в прокат.
Godzilla: The album/1998
1. «“Heroes”» — The Wallflowers
2. «Come with Me» — Puff Daddy featuring Jimmy Page
3. «Deeper Underground» — Jamiroquai
4. «No Shelter» — Rage Against the Machine
5. «Air» — Ben Folds Five
6. «Running Knees» — Days of the New
7. «Macy Day Parade» — Michael Penn
8. «Walk the Sky» — Fuel
9. «A320» — Foo Fighters
10. «Brain Stew» (The Godzilla Remix) — Green Day
11. «Untitled» — Silverchair
12. «Out There» — Fuzzbubble
13. «Undercover» — Joey DeLuxe
14. «Opening Titles» — David Arnold
15. «Looking for Clues» — David Arnold

David Arnold — Godzilla: Complete Original Score/2007
Disc 1:
1. The Beginning
2. Tanker Gets It
3. Chernobyl
4. Footprint
5. Footprints / New York / Audrey
6. Chewing Gum Nose
7. Ship Reveal / Nick Discovers Fish / Flesh
8. The Boat Gets It*
9. Dawn of the Species
10. Joe Gets a Bite / Godzilla Arrives
11. Mayor’s Speech
12. Caiman’s Office
13. Animal’s Camera
14. Military Command Center / New Jersey
15. Audrey’s Idea
16. Evacuation
17. French Coffee
18. Subway Damage / Command Enters City
19. Fish
20. Guess Who’s Coming to Dinner?
21. 1st Helicopter Chase / Godzilla Swats a Chopper
22. We Fed Him / Audrey Sees Nick
23. Nick and Audrey / He’s Pregnant /Audrey Takes the Tape / French Breakfast
24. He’s Preparing to Feed
25. Nick Gets Fired / Nick Gets Abducted / Frenchie’s Warehouse / Nick Joins the Foreign Legion

Disc 2:
1. Chewing Gum
2. Rumble in the Tunnel
3. Godzilla O Park / Godzilla Takes a Dive / Godzilla Versus the Submarine / Egg Discovery
4. Baby 'Zillas Hatch*
5. Nick Phones for Help
6. Eat the French
7. Phillip Shoots the Lock
8. Nick’s Big Speech / The Garden Gets It
9. He’s Back! / Taxi Chase & Clue
10. Big G Goes to Monster Heaven
11. The End?
12. The Beginning (no choir) (bonus)
13. Footprints / New York / Audrey (alt.) (bonus)
14. The Boat Gets It (alt.) (bonus)
15. Gojira (album version)

## Критика
Несмотря на финансовый успех, фильм получил много негативных отзывов как от фанатов японского оригинала, так и от других. На Rotten Tomatoes имеет 26 % «свежести», что уже считается «гнилым». На IMDb отозвались нейтрально, поставив оценку 5,3 из 10.

## Мультсериал
В 1998—2000 годах выходил одноимённый мультсериал в 1998—2000 годах.